# استل باله
استل باله (فرانسوی: Estelle Balet‎؛ ۱۹ دسامبر ۱۹۹۴ – ۱۹ آوریل ۲۰۱۶) یک اسنوبرد سواری اهل سوئیس بود. برنده تور جهانی دوچرخه‌سواری آزاد در بخش «اسنوبورد» بانوان به ترتیب در سال‌های ۲۰۱۵ و ۲۰۱۶ قهرمان جهان شد.
باله در سال ۱۹۹۴ در سوئیس به دنیا آمد. وی در کوه‌های آلپ رشد کرد. وی از کودکی با اسکی آشنا شد. استل باله ورزش «اسنوبورد» را از سن ۱۰ سالگی آغاز نمود و با حضور در رقابت‌های «اسنوبورد» نوجوانان و قهرمانی در این رقابت، استعداد خود را در این ورزش به همگان ثابت کرد. او عضو تیم «ساعت‌سازی سواچ» (watchmaker Swatch) بود.

## درگذشت
باله اوایل صبح روز سه‌شنبه ۱۹ آوریل ۲۰۱۶، پس از اینکه چند دور روی شیب‌های سنگی و صخره‌های کوه‌ها اسکی کرد، گرفتار بهمن شد و نتوانست خودش را نجات دهد. وی در حال تهیه ساخت فیلمی از ورزش اسنوبورد بود که در در حین فیلم‌برداری بر فراز کوه‌های منطقه «اورسیر» در نزدیکی مرز جنوبی سوئیس با فرانسه و ایتالیا بود. وی در هنگام مرگ ۲۱ سال سن داشت.
پلیس ایالت وله، در بیانیه‌ای گفت که امدادگران قادر بودند وی را نجات دهند چرا که او لباس مجهز و مخصوصی به تن کرده بود. پلیس می‌گوید که رسیدگی به حادثه مرگ وی را آغاز و تأکید کرده است که وی با وجود تلاش‌های فراوان تیم‌های نجات وی زنده نمانده و در صحنه درگذشت. بر اساس این گزارش وی تجهیزات ایمنی از جمله یک دستگاه به منظور کمک برای شناسایی محل وی در صورت وقوع بهمن به تن داشت. وی همچنین یک کلاه ایمنی و کیسه هوا که برای افزایش شانس زنده ماندن در صورت گرفتار آمدن در توده برف طراحی‌شده است پوشیده بود اما تمام این تجهیزات نتوانست مانع از مرگ وی شود.